# 스타투스 쿠오 안테 벨룸
Status quo ante bellum은 "전쟁 이전의 상황"을 의미하는 라틴어 구절이다. 이 용어는 원래 조약에서 적군 철수 및 전전 지도부 복원을 지칭하는 데 사용되었다. 이 용어가 그렇게 사용될 때, 어느 쪽도 영토적, 경제적, 정치적 권리를 얻거나 잃지 않는다는 것을 의미한다. 이는 양 측이 전쟁이 끝날 때 보유하고 있는 영토와 기타 재산을 유지하는 uti possidetis와 대조된다.

## 역사적 사례
초기 사례는 동로마 제국과 사산 제국 간의 비잔티움-사산 전쟁 (602년-628년)을 종결시킨 조약이다. 페르시아인은 소아시아, 팔레스타인 및 이집트를 점령했다. 메소포타미아에서 로마의 성공적인 반격이 마침내 전쟁을 끝낸 후, 602년 이전의 로마 동부 국경의 무결성이 완전히 복원되었다. 양 제국은 이 전쟁 이후 국력이 소진되었고, 632년에 아라비아에서 이슬람 군대가 나타났을 때 어느 쪽도 스스로를 방어할 준비가 되어 있지 않았다.
또 다른 예는 16세기 무슬림 아달 술탄국과 기독교 에티오피아 제국 사이의 아비시니아-아달 전쟁으로, 이는 교착 상태로 끝났다. 양 제국은 이 전쟁 이후 국력이 소진되었고, 오로모족의 이주에 대항하여 스스로를 방어할 준비가 되어 있지 않았다.

### 미영 전쟁
미영 전쟁은 미국과 그레이트브리튼 아일랜드 연합왕국 사이에 벌어졌으며, 1814년 헨트 조약으로 마무리되었다. 협상 과정에서 영국 외교관은 전쟁을 우티 포시데티스 방식으로 끝낼 것을 제안했다. 미국 외교관은 캐나다의 할양을 요구했고, 영국 관리는 미국 중서부에 친영 인디언 완충국을 세우고 전쟁 중 점령한 메인 일부(즉, 뉴 아일랜드)를 유지할 것을 주장했으나, 최종 조약은 미국이나 영국의 캐나다 식민지에 어떠한 영토적 이득이나 손실도 남기지 않았다.

### 축구 전쟁
축구 전쟁은 1969년 엘살바도르와 온두라스 사이에 벌어진 짧은 전쟁으로, 아메리카 국가 기구의 개입으로 휴전과 현상 유지가 이루어졌다.

### 제2차 인도-파키스탄 전쟁
제2차 인도-파키스탄 전쟁은 1965년 4월부터 9월까지 파키스탄과 인도 사이에 벌어진 일련의 소규모 충돌이 절정에 달한 것이다. 이 분쟁은 파키스탄이 잠무 카슈미르주에 병력을 침투시켜 인도 통치에 대한 반란을 촉발시키기 위해 기획된 지브롤터 작전 이후 시작되었다. 이 전쟁은 영구적인 영토 변화 없이 교착 상태로 끝났다(참조: 타슈켄트 선언).

### 이란-이라크 전쟁
이란-이라크 전쟁은 1980년 9월부터 1988년 8월까지 지속되었다. "이 전쟁은 국경을 변화시키지 않았다. 3년 후, 서방 세력과의 전쟁이 임박했을 때, 사담 후세인은 샤트알아랍강의 동쪽 절반에 대한 이란의 권리를 인정했는데, 이는 10년 전 자신이 부인했던 전전 현상 유지로의 회귀였다."틀:Attribution needed 그 대가로 이란은 쿠웨이트에서 이라크가 바쁜 동안 침공하지 않겠다는 약속을 했다.

### 카르길 전쟁
카르길 전쟁은 1999년 5월 3일부터 7월 26일까지 잠무 카슈미르주의 카르길 지구와 통제선 (LoC)을 따라 다른 지역에서 인도와 파키스탄 사이에 벌어진 무력 충돌이었다. 이 전쟁은 파키스탄 군인과 무장 반군이 통제선의 인도 측 진지로 침투하면서 시작되었다. 두 달간의 전투 끝에 인도군은 인도 측에 있는 대부분의 진지를 되찾았고, 파키스탄군은 평시 위치로 철수했다. 이 전쟁은 양측 모두 영토 변화 없이 끝났다.